# Cazères
Cazères este o comună în departamentul Haute-Garonne din sudul Franței. În 2009 avea o populație de 4.485 de locuitori.

## Evoluția populației
| An        | 1975  | 1982  | 1990  | 1999  | 2006  | 2009  |
| --------- | ----- | ----- | ----- | ----- | ----- | ----- |
| Populație | 3.419 | 3.294 | 3.155 | 3.260 | 3.898 | 4.485 |